# Aetheomorpha vietnamica
Aetheomorpha vietnamica là một loài bọ cánh cứng trong họ Chrysomelidae. Loài này được Medvedev miêu tả khoa học năm 1985.